# 第80回ヴェネツィア国際映画祭
第80回ヴェネツィア国際映画祭（だい80かいヴェネツィアこくさいえいがさい、2023 Venice International Film Festival）は、2023年8月30日から9月9日まで開催された 。コンペティション部門の審査委員長はアメリカの映画監督デイミアン・チャゼルが務めた。金獅子賞はヨルゴス・ランティモス監督のイギリス映画『哀れなるものたち』が受賞した。

## 概要
今回のオープニング作品は当初、ルカ・グァダニーノ監督、ゼンデイヤ主演の『チャレンジャーズ』の予定だったが、製作のMGMとAmazonが2023年のSAG-AFTRAストライキの影響で2024年への公開延期を表明したため、エドアルド・デ・アンジェリス監督のイタリア映画『潜水艦コマンダンテ 誇り高き決断』が上映された。クロージング作品はJ・A・バヨナのNetflix映画『雪山の絆』が上映された。
また、SAG-AFTRAによるストライキによって所属している俳優の宣伝活動が行えないため、映画祭の芸術監督であるアルベルト・バルベラはストライキが期限内に解決しない場合は映画祭に影響を及ぼす可能性が高いことを認めており、実際に映画祭開幕までにストライキの解決はしなかったため、『マエストロ: その音楽と愛と』で監督・プロデューサー・出演を務めたブラッドリー・クーパーはレッドカーペットを欠席したほか、イーサン・コーエン監督による『ドライブアウェイ・ドールズ』などのワールドプレミア上映が予定されていたが延期されることになった。一方でSAG-AFTRAと労使交渉を行っている業界団体映画製作者協会(AMPTP)が関与していない作品に関しては宣伝活動を免除するという暫定合意に至ったことから『フェラーリ』のアダム・ドライバーやペネロペ・クルス、ジャック・オコンネル、パトリック・デンプシー、『DOGMAN ドッグマン』のケイレブ・ランドリー・ジョーンズ、『愛を耕すひと』のマッツ・ミケルセン、『あの歌を憶えている』のジェシカ・チャステイン、『プリシラ』のケイリー・スピーニーやジェイコブ・エロルディらが参加した。
日本からはコンペティション部門に濱口竜介監督の『悪は存在しない』、アウト・オブ・コンペティション部門に空音央監督による坂本龍一のドキュメンタリー映画『Ryuichi Sakamoto | Opus』、オリゾンティ部門に塚本晋也監督の『ほかげ』、ヴェネツィア・クラシックス部門に小津安二郎監督の『父ありき』、相米慎二監督の『お引越し』、ヴェネツィア・イマーシブ部門に大宮エリーとCinemaLeapが製作した「周波数」、CinemaLeapとPsychic VR Labが製作した「Sen」、ヴェニス・デイズ部門に杉田協士監督の『彼方のうた』がそれぞれ出品され、『悪は存在しない』が審査員大賞、シネマサラ賞の特別賞、エディポ・レ賞のカ・フォスカリ・ヤング審査員賞、ファイ財団パーソン・ワーク・コンパウンド賞、国際批評家連盟賞、『ほかげ』がNETPAC賞、『お引越し』が最優秀復元映画賞を受賞した。

## 公式選出
ラインナップは7月25日に発表された。

### コンペティション
コンペティションとして以下の作品が選ばれた。
| 日本語題                        | 原題                          | 監督                                            | 製作国                                    |
| ------------------------------- | ----------------------------- | ----------------------------------------------- | ----------------------------------------- |
| 愛を耕すひと                    | Bastarden                     | ニコライ・アーセル                              | デンマーク · ドイツ · スウェーデン        |
| DOGMAN ドッグマン               | Dogman                        | リュック・ベッソン                              | フランス                                  |
| けものがいる                    | La Bête                       | ベルトラン・ボネロ                              | フランス カナダ                           |
|                                 | Hors-saison                   | ステファヌ・ブリゼ                              | フランス                                  |
|                                 | Enea                          | ピエトロ・カステリット                          | イタリア                                  |
| マエストロ: その音楽と愛と      | Maestro                       | ブラッドリー・クーパー                          | アメリカ合衆国                            |
| プリシラ                        | Priscilla                     | ソフィア・コッポラ                              | アメリカ合衆国 イタリア                   |
|                                 | Finalmente l'alba             | サヴェリオ・コスタンツォ                        | イタリア                                  |
| 潜水艦コマンダンテ 誇り高き決断 | Comandante (オープニング作品) | エドアルド・デ・アンジェリス                    | イタリア                                  |
| ルボ                            | Lubo                          | ジョルジョ・ディリッティ                        | イタリア スイス                           |
|                                 | Origin                        | エイヴァ・デュヴァーネイ                        | アメリカ合衆国                            |
| ザ・キラー                      | The Killer                    | デヴィッド・フィンチャー                        | アメリカ合衆国                            |
| あの歌を憶えている              | Memory                        | ミシェル・フランコ                              | メキシコ アメリカ合衆国                   |
| 僕はキャプテン                  | Io capitano                   | マッテオ・ガローネ                              | イタリア ベルギー                         |
| 悪は存在しない                  | 悪は存在しない                | 濱口竜介                                        | 日本                                      |
| 人間の境界                      | Zielona Granica               | アグニエシュカ・ホランド                        | ポーランド · フランス · チェコ · ベルギー |
|                                 | Die Theorie von allem         | ティム・クローガー                              | ドイツ · オーストリア · スイス            |
| 哀れなるものたち                | Poor Things                   | ヨルゴス・ランティモス                          | イギリス                                  |
| 伯爵                            | El Conde                      | パブロ・ラライン                                | チリ                                      |
| フェラーリ                      | Ferrari                       | マイケル・マン                                  | アメリカ合衆国                            |
|                                 | Adagio                        | ステファノ・ソッリマ                            | イタリア                                  |
|                                 | Kobieta z...                  | マウゴジャタ・シュモフスカ ミハウ・エングレルト | ポーランド · スウェーデン                 |
|                                 | Holly                         | フィエン・トロシュ                              | ベルギー オランダ ルクセンブルク フランス |

### アウト・オブ・コンペティション
アウト・オブ・コンペティションとして以下の作品が選ばれた。
フィクション
| 日本語題                             | 原題                                       | 監督                       | 製作国                              |
| ------------------------------------ | ------------------------------------------ | -------------------------- | ----------------------------------- |
|                                      | Coup de chance                             | ウディ・アレン             | フランス イギリス                   |
| ヘンリー・シュガーのワンダフルな物語 | The Wonderful Story of Henry Sugar         | ウェス・アンダーソン       | アメリカ合衆国                      |
|                                      | The Penitent - A Rational Man              | ルカ・バルバレスキー       | イタリア                            |
| 雪山の絆                             | La Sociedad de la Nieve (クロージング作品) | J・A・バヨナ               | スペイン · ウルグアイ · チリ        |
|                                      | L'ordine del tempo                         | リリアーナ・カヴァーニ     | イタリア ベルギー                   |
|                                      | Vivants                                    | アリックス・デラポルト     | フランス ベルギー                   |
|                                      | Daaaaaali!                                 | カンタン・デュピュー       | フランス                            |
|                                      | The Caine Mutiny Court-Martial             | ウィリアム・フリードキン   | アメリカ合衆国                      |
|                                      | Making Of                                  | セドリック・カーン         | フランス                            |
| AGGRO DR1FT                          | Aggro Dr1ft                                | ハーモニー・コリン         | アメリカ合衆国                      |
| ヒットマン                           | Hit Man                                    | リチャード・リンクレイター | アメリカ合衆国                      |
|                                      | The Palace                                 | ロマン・ポランスキー       | イタリア スイス ポーランド フランス |
| 雪豹                                 | 雪豹                                       | ペマ・ツェテン             | 中国                                |

ノンフィクション
| 日本語題                          | 原題                               | 監督                                                | 製作国                  |
| --------------------------------- | ---------------------------------- | --------------------------------------------------- | ----------------------- |
|                                   | Amor                               | バージニア・エレウテリ・セルピエリ                  | イタリア · リトアニア   |
|                                   | Frente a Guernica (Director's Cut) | イェルバン・ジャニキアン アンジェラ・リッチ・ルッキ | イタリア                |
|                                   | Hollywoodgate                      | イブラヒム・ナシュアト                              | ドイツ アメリカ合衆国   |
| Ryuichi Sakamoto｜Opus            | Ryuichi Sakamoto｜Opus             | 空音央                                              | 日本                    |
|                                   | Enzo Jannacci vengo anch'io        | ジョルジョ・ヴェルデッリ                            | イタリア                |
| 至福のレストラン/三つ星トロワグロ | Menus Plaisirs - Les Troisgros     | フレデリック・ワイズマン                            | フランス アメリカ合衆国 |

シリーズ
| 日本語題 | 原題                                 | 監督                     | 製作国                   |
| -------- | ------------------------------------ | ------------------------ | ------------------------ |
|          | Znam Kako Dišeš（episodes 1-2）      | アレン・ドルジェヴィッチ | ボスニア・ヘルツェゴビナ |
| カネと血 | D'argent et de sang（episodes 1-12） | グザヴィエ・ジャノリ     | フランス ベルギー        |

短編作品
| 日本語題 | 原題                | 監督                           | 製作国   |
| -------- | ------------------- | ------------------------------ | -------- |
|          | Welcome to Paradise | レオナルド・ディ・コスタンツォ | イタリア |

### オリゾンティ
オリゾンティ部門には以下の作品が選ばれた。
コンペティション
| 日本語題 | 原題                     | 監督                                        | 製作国                                                        |
| -------- | ------------------------ | ------------------------------------------- | ------------------------------------------------------------- |
|          | A Cielo Abierto          | マリアナ・アリアガ サンティアゴ・アリアガ   | メキシコ スペイン                                             |
|          | El Paraíso               | エンリコ・マリア・アルテール                | イタリア                                                      |
|          | Oura el jbel             | モハメド・ベン・アッティア                  | チュニジア ベルギー フランス イタリア サウジアラビア カタール |
|          | The Red Suitcase         | フィデル・デブコタ                          | ネパール スリランカ                                           |
|          | Paradiset brinner        | ミカ・グスタフソン                          | スウェーデン · イタリア · デンマーク · フィンランド           |
|          | The Featherweight        | ロバート・コロドニー                        | アメリカ合衆国                                                |
|          | Invelle                  | シモーネ・マッシ                            | イタリア スイス                                               |
|          | Tereddüt Çizgisi         | セルマン・ナカル                            | トルコ · スペイン · ルーマニア · フランス                     |
| タタミ   | Tatami                   | ガイ・ナッティヴ ザーラ・アミル・エブラヒミ | ジョージア アメリカ合衆国                                     |
|          | Sem Coração              | ナラ・ノルマンド Tião                       | ブラジル フランス イタリア                                    |
|          | Una sterminata domenica  | アラン・パローニ                            | イタリア ドイツ アイルランド                                  |
|          | Ser ser salhi            | ルカグヴァドゥラム・プレヴ＝オチル          | フランス モンゴル ポルトガル オランダ ドイツ カタール         |
|          | Magyarázat mindenre      | ガーボル・ライス                            | ハンガリー · スロバキア                                       |
|          | Gasoline Rainbow         | ビル・ロス ターナー・ロス                   | アメリカ合衆国                                                |
|          | En attendant la nuit     | セリーヌ・ルゼ                              | フランス ベルギー                                             |
|          | Domakinstvo za pocetnici | ゴラン・ストレフスキ                        | 北マケドニア ポーランド クロアチア セルビア コソボ            |
| ほかげ   | ほかげ                   | 塚本晋也                                    | 日本                                                          |
|          | Yurt                     | ネヒル・ツナ                                | トルコ ドイツ フランス                                        |

短編コンペティション
| 日本語題 | 原題                                           | 監督                              | 製作国                              |
| -------- | ---------------------------------------------- | --------------------------------- | ----------------------------------- |
|          | Aitana                                         | マリナ・アルベルティ              | スペイン                            |
|          | Sea Salt                                       | レイラ・バスマ                    | チェコ · レバノン · カタール        |
|          | A Short Trip                                   | エレニック・ベキリ                | フランス                            |
|          | Et si le soleil plongeait dans l'océan de nues | ウィッサム・チャラフ              | フランス レバノン                   |
|          | Wander to Wonder                               | ニナ・ガンツ                      | オランダ ベルギー フランス イギリス |
|          | The Meatseller                                 | マルゲリータ・ジュスティ          | イタリア                            |
|          | Dive                                           | アルド・ユリアーノ                | イタリア                            |
|          | Area Boy                                       | イギー・ロンドン                  | イギリス                            |
|          | Cross My Heart And Hope to Die                 | サム・マナチャ                    | フィリピン                          |
|          | در سایه‌ی سرو                                   | ホセイン・モラエミ シリン・ソハニ | イラン                              |
|          | Bogotá Story                                   | エステバン・ペドラサ              | コロンビア · アメリカ合衆国         |
|          | Sentimental Stories                            | サンドラ・ポペスク                | ドイツ                              |
|          | 短篇故事                                       | ウー・ラン                        | 中国                                |

エクストラ
| 日本語題           | 原題                              | 監督                       | 製作国                                    |
| ------------------ | --------------------------------- | -------------------------- | ----------------------------------------- |
|                    | Bota jonë                         | ルアナ・バイラミ           | コソボ フランス                           |
|                    | Nazavzhdy-Nazavzhdy               | アンナ・ブリャチコワ       | ウクライナ · オランダ                     |
|                    | El Rapto                          | ダニエラ・ゴッジ           | アルゼンチン アメリカ合衆国               |
|                    | Day of the Fight                  | ジャック・ヒューストン     | アメリカ合衆国                            |
| プロフェッショナル | In the Land of Saints and Sinners | ロバート・ロレンツ         | アイルランド                              |
|                    | Felicità                          | ミカエラ・ラマッツォッティ | イタリア                                  |
|                    | Pet Shop Boys                     | オリモ・シュナーベル       | アメリカ合衆国 イタリア イギリス メキシコ |
|                    | Stolen                            | カラン・テジパル           | インド                                    |
|                    | L'homme d'argile                  | アナイス・テレンヌ         | フランス                                  |

### ヴェネツィア・クラシックス
ヴェネツィア・クラシックス部門には以下の作品が選ばれた。
修復作品
| 日本語題                 | 原題                              | 監督                           | 製作国                     | 製作年 |
| ------------------------ | --------------------------------- | ------------------------------ | -------------------------- | ------ |
|                          | Slike iz života udarnika          | バウルディン・チェンギッチ     | ユーゴスラビア             | 1972   |
| ワン・フロム・ザ・ハート | One from the Heart: Reprise       | フランシス・フォード・コッポラ | アメリカ合衆国             | 1981   |
| カニバル                 | Ultimo mondo cannibale            | ルッジェロ・デオダート         | イタリア                   | 1977   |
| 農園の寵児               | Rebecca of Sunnybrook Farm        | アラン・ドワン                 | アメリカ合衆国             | 1938   |
| エクソシスト             | The Exorcist                      | ウィリアム・フリードキン       | アメリカ合衆国             | 1973   |
| 銃殺                     | King & Country                    | ジョゼフ・ロージー             | イギリス                   | 1964   |
| 天国の日々               | Days of Heaven                    | テレンス・マリック             | アメリカ合衆国             | 1978   |
|                          | ساز دهنی                          | アミール・ナデリ               | イラン                     | 1974   |
| 父ありき                 | 父ありき                          | 小津安二郎                     | 日本                       | 1942   |
| 火の馬                   | Тіні забутих предків              | セルゲイ・パラジャーノフ       | ウクライナ                 | 1965   |
| 深紅の愛 DEEP CRIMSON    | Profundo Carmesí - Director's Cut | アルトゥーロ・リプスタイン     | メキシコ スペイン フランス | 1996   |
|                          | The Working Girls                 | ステファニー・ロスマン         | アメリカ合衆国             | 1974   |
| 狩り                     | La Caza                           | カルロス・サウラ               | スペイン                   | 1966   |
| 田舎女                   | La provinciale                    | マリオ・ソルダーティ           | イタリア                   | 1953   |
| お引越し                 | お引越し                          | 相米慎二                       | 日本                       | 1993   |
| アンドレイ・ルブリョフ   | Андрей Рублёв – Director's Cut    | アンドレイ・タルコフスキー     | ソビエト連邦               | 1966   |
| 創造物                   | Les Créatures                     | アニエス・ヴァルダ             | フランス                   | 1966   |
| ベリッシマ               | Bellissima                        | ルキノ・ヴィスコンティ         | イタリア                   | 1951   |
|                          | Portrait of Gina                  | オーソン・ウェルズ             | アメリカ合衆国             | 1958   |
|                          | 妖街皇后                          | ヨン・ファン                   | 香港                       | 1995   |

## 審査員
メインコンペティション
- デイミアン・チャゼル ( アメリカ合衆国/映画監督・脚本家・映画プロデューサー) 審査員長
- サーレフ・バクリ（英語版） ( パレスチナ/俳優)
- ジェーン・カンピオン ( ニュージーランド/映画監督・脚本家・映画プロデューサー)
- ミア・ハンセン＝ラヴ ( フランス/映画監督・脚本家)
- ガブリエーレ・マイネッティ ( イタリア/映画監督・俳優・作曲家・映画プロデューサー)
- マーティン・マクドナー ( アイルランド/脚本家・映画監督)
- サンティアゴ・ミトレ ( アルゼンチン/脚本家・映画監督)
- ローラ・ポイトラス ( アメリカ合衆国/映画監督・記者)
- スー・チー ( 中国/女優)

オリゾンティ
- ジョナス・カルピニャーノ ( イタリア/映画監督・脚本家・映画プロデューサー) 審査員長
- カウテール・ベン・ハニア ( チュニジア/映画監督・脚本家)
- カリル・ジョセフ（英語版） ( アメリカ合衆国/映画監督・アーティスト)
- ジャン＝ポール・サロメ（英語版） ( フランス/映画監督・脚本家)
- トリシャ・タトル ( イギリス/ロンドン映画祭・ロンドンLGBTIQ+映画祭（英語版）芸術監督・プログラマー)

ルイジ・デ・ラウレンティス賞
- アリス・ディオップ（英語版） ( フランス/映画監督・脚本家) 審査員長
- フォージ・ベンサイーディ（英語版） ( モロッコ/俳優・映画監督・脚本家)
- ラウラ・シタレラ（英語版） ( アルゼンチン/映画監督・映画プロヂューサー)
- アンドレア・デ・シーカ（イタリア語版） ( イタリア/映画監督・脚本家)
- クロエ・ドモント ( アメリカ合衆国/脚本家・映画監督)

## 受賞結果

### 公式部門
コンペティション
- 金獅子賞 – 『哀れなるものたち』 - ヨルゴス・ランティモス
- 審査員大賞 – 『悪は存在しない』- 濱口竜介
- 銀獅子賞 - マッテオ・ガローネ - 『僕はキャプテン（英語版）』
- ヴォルピ杯:
  - 男優賞 – ピーター・サースガード - 『あの歌を憶えている（英語版）』
  - 女優賞 – ケイリー・スピーニー - 『プリシラ』
- 脚本賞 - ギジェルモ・カルデロン、パブロ・ラライン - 『伯爵（英語版）』
- 審査員特別賞 – 『人間の境界』 - アグニェシュカ・ホランド
- マルチェロ・マストロヤンニ賞 – セイドゥ・サール - 『僕はキャプテン』

オリゾンティ
- 作品賞 - 『Explanation for Everything』 - ガーボル・ライス
- 監督賞 - ミカ・グスタフソン（フランス語版） -『Paradise is Burning』
- 審査員特別賞 – 『An Endless Sunday』 - アラン・ペローニ
- 女優賞 - マルガリータ・ローザ・デ・フランシスコ（英語版） - 『El Paraiso』
- 男優賞 - セル・セル・サルヒ - 『City of Wind』
- 脚本賞 - 『El Paraiso』 - エンリコ・マリア・アルターレ（スロバキア語版）
- 短編映画作品賞 - 『A Short Trip』 - エレニック・ベキリ

オリゾンティ・エクストラ
- アルマーニ・ビューティ・オーディエンス賞 - 『Felicità』 - ミカエラ・ラマッツォッティ

ライオン・オブ・ザ・フューチャー
- ルイジ・デ・ラウレンティス賞 - 『愛是一把槍』 - リー・ホンチー（英語版）

ヴェネツィア・クラシックス
- 最優秀ドキュメンタリー映画賞 - 『Thank You Very Much』 - アレックス・ブレイヴァ
- 最優秀復元映画賞 - 『お引越し』 - 相米慎二

ヴェネツィア・イマーシブ
- グランプリ - 『Songs for a Passerby』 - セリーヌ・デイメン
- 審査員特別賞 - 『Flow』 - エイドリアン・ロックマン
- ベスト・アチーブメント - 『Empereur』 - マリオン・バーガー、イアン・コーエン

### 独立部門
- 国際映画批評家連盟賞[44] - 『悪は存在しない』 - 濱口竜介

### 特別賞
- 栄誉金獅子賞[45] – リリアーナ・カヴァーニ、トニー・レオン
- カルティエ・グローリー・トゥ・ザ・フィルムメーカー・アワード – ウェス・アンダーソン